# Zorocrates badius
Zorocrates badius är en spindelart som beskrevs av Simon 1895. Zorocrates badius ingår i släktet Zorocrates och familjen Zorocratidae. Inga underarter finns listade i Catalogue of Life.